# Mary McLeod Bethune
Pour les articles homonymes, voir Bethune.
Mary Jane McLeod Bethune , née le 10 juillet 1875 à Mayesville dans l'État de la Caroline du Sud et morte le 18 mai 1955 à Daytona Beach dans l'État de la Floride, est une enseignante, philanthrope, militante pour les droits civiques des Afro-Américains et une femme politique américaine. Elle participe à l'administration des présidents Calvin Coolidge et Herbert Hoover puis est conseillère du président Franklin D. Roosevelt. En janvier 1939, elle est nommée directrice de la National Youth Administration (NYA), charge qu'elle occupe jusqu'en 1944.
Elle est la fondatrice de divers établissements scolaires et universitaires pour les Afro-Américains, tels que la Daytona Normal and Industrial School (en) à destination des jeunes femmes en 1904, puis en 1926 une école d'enseignement supérieur pour les étudiants afro-américains à Daytona Beach, le Cookman Institute, devenu aujourd'hui l'université de Bethune-Cookman.
En 1920, elle est élue est vice-présidente de la National Urban League, de 1924 à 1928 elle préside la National Council of Negro Women (en), puis de 1936 à 1950 elle est présidente de l'Association for the Study of African American Life and History.

## Biographie

### Jeunesse et formation

#### Une famille pauvre et illettrée
Née le 10 juillet 1875 dans une petite ferme à proximité de Mayesville dans le comté de Sumter, Mary McLeod est la quinzième des dix-sept enfants d'un couple d'anciens esclaves, Samuel McLeod et Patsy McIntosh McLeod, affranchis à la suite du Treizième amendement de la Constitution des États-Unis promulgué en 1865 après la guerre de Sécession et du Quatorzième amendement de la Constitution des États-Unis ratifié en 1868. Liberté qui leur permet de devenir fermiers. La famille McLeod est un exemple des familles afro-américaines de la période de l'immédiat après guerre de Sécession : elle est illettrée comme 78 % des Afro-Américains, contre 22 % des Blancs, elle est pauvre malgré le travail du Freedmen's Bureau. Après la période dite de la Reconstruction, la situation des McLeod se détériore du fait de la reprise en main des Blancs sur les Noirs du comté de Sumter par les lois Jim Crow et le terrorisme du Ku Klux Klan et autres milices de suprémacistes blancs. La minorité blanche contrôle la vie sociale, familiale et économique de la majorité noire, qui compose 70 % de la population du comté de Sumter. C'est dans ce contexte de violence liée à la ségrégation raciale que la jeune Mary McLeod assiste en 1887 au lynchage d'un Noir,,,,,,.

#### Une réussite scolaire dans un contexte hostile

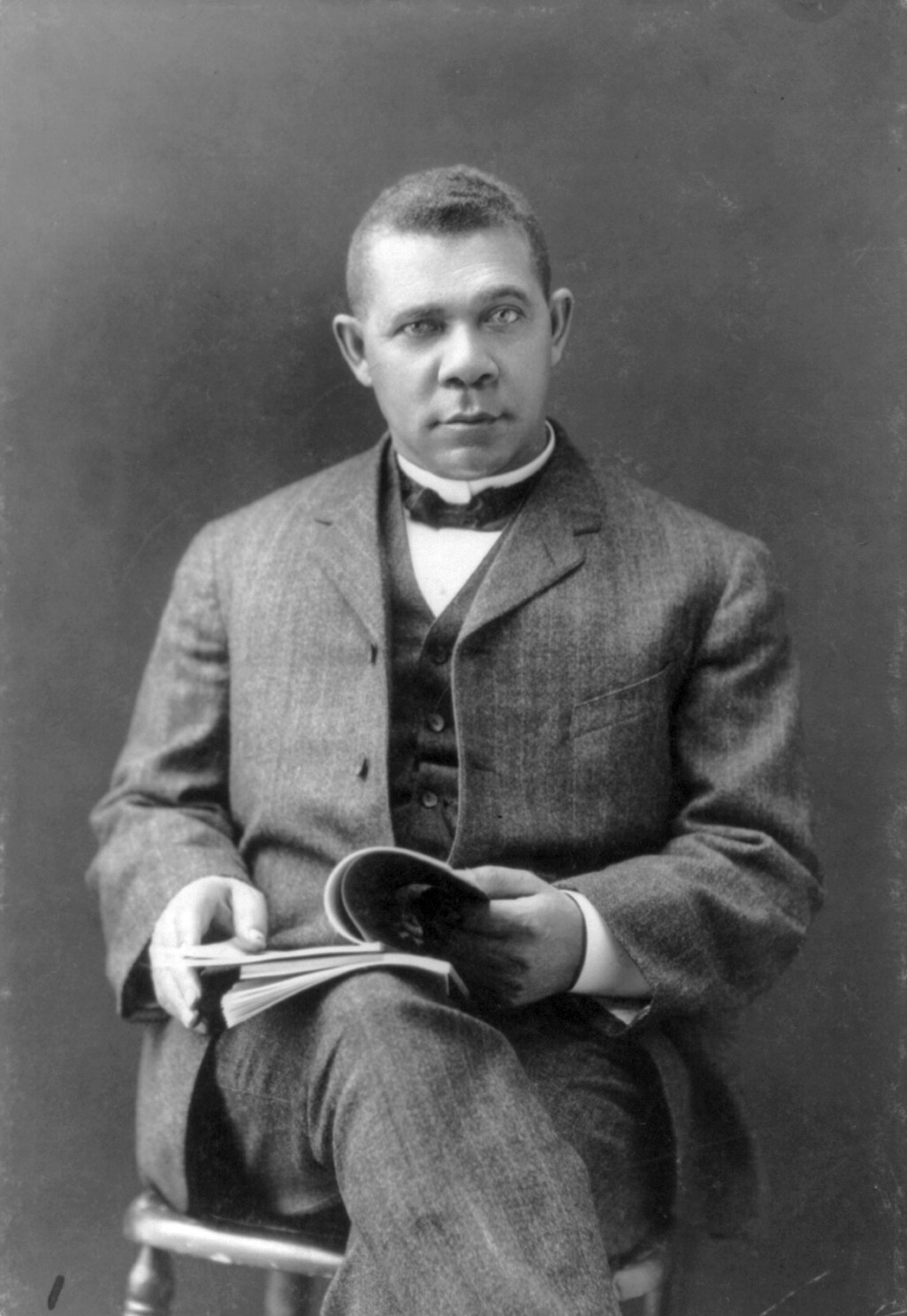
Booker T. Washington.

Les parents de Mary McLeod, de confession méthodiste, l’élèvent dans la confiance en soi, en ses capacités, les vertus du travail , de la foi chrétienne et l’encourage à suivre des études. Or l'accès à la scolarité pour les Afro-Américains est un parcours d'obstacles dans un contexte hostile où les fermiers blancs du Sud font tout pour que les Afro-Américains ne puissent apprendre à lire, écrire et compter, pour les maintenir dans un état ignorance permettant toutes les exploitations possibles. Sur la pression du Freedmen's Bureau ( Bureau des réfugiés, des affranchis et des terres abandonnées), les Blancs du Sud acceptent seulement un enseignement de type technique et professionnel comme l'a préconisé  Samuel C. Armstrong (en) fondateur du Hampton Normal and Agricultural Institute, devenu la Hampton University, modèle d’établissement repris par Booker T. Washington quand il fonde le Tuskegee Institute dans l'État de l'Alabama. Booker T. Washington est accepté parce qu'il croit qu'il est nécessaire de s’accommoder au système ségrégationniste pour faire avancer l'instruction des Afro-Américains. Pour bien marquer la ségrégation scolaire, l'Assemblée générale de Caroline du Sud promulgue une loi établissant la ségrégation scolaire au sein de l'enseignement public. Système qui se dégrade du fait de la corruption des détournements de fonds, les établissements à destination des Afro-Américains sont sous-dotés, les enseignants recrutés sont sous-payés et le plus souvent incompétents. Dans le comté de Sumter, la dégradation de l’enseignement public s'ajoute à la crise économique,,.
C'est dans cette pénurie qu'en 1886, Emma Wilson, une missionnaire afro-américaine envoyée par l'Église presbytérienne du Nord ouvre une école à proximité de Mayesville, la « Trinity Presbyterian Mission School » dans un dépôt désaffecté. Cette école accueille dix élèves dont la jeune Mary McLeod âgée d’environ onze ans. Au bout de quatre ans, Emma Wilson a transmis tout ce qu'elle pouvait à Mary McLeod qui se montre être une brillante élève,,,.
Au regard de ses performances scolaires, Emma Wilson cherche les moyens pour que Mary McLeod puisse suivre ses études dont ses parents ne peuvent supporter les coûts ; grâce à une collègue quaker, Mary Chrissman, qui enseigne à Denver, elle lui obtient une bourse d'études financée par un mécène blanc de Denver (Colorado). Bourse qui lui permet de suivre ses études secondaires et pré-universitaires au Scotia Seminary de Concord, dans l'État de la Caroline du Nord. C'est un séminaire pour jeunes femmes afro-américaines fondé en juillet 1867 par le Reverend Luke Dorland  et animée par des presbytériens. Les étudiantes y reçoivent une formation qui leur permet d’accéder à des postes d'enseignantes ou de travailleuses sociales. Calqué sur le modèle du Mount Holyoke College, tout comme lui il dispense la meilleure formation possible. Le corps enseignant est composé de Blancs et de Noirs, car pour eux, l'intelligence n'est pas une question de couleur de peau. C'est le premier contact vivant de Mary McLeod avec des Blancs, expérience qui marque ses convictions d'espoir dans une société mixte. Pendant sept ans, elle reçoit un enseignement comprenant des cours de mathématiques, de littérature anglaise et latine, de géographie, d'histoire, de physique-chimie, d'astronomie, de rhétorique, de musique et d'études bibliques. À côté de ces matières académiques, tout comme ses camarades, elle reçoit un enseignement d'arts-ménagers et de bonnes manières pour s'intégrer au sein de réunions et salons mondains. Durant sa scolarité  Mary McLeod noue des relations durables avec deux de ses enseignantes blanches, Mary Chapman et Ida Catheart. Mary McLeod obtient son diplôme de fin d'études en 1894,,,,,.

#### L'entrée au Moody Bible Institute de Chicago

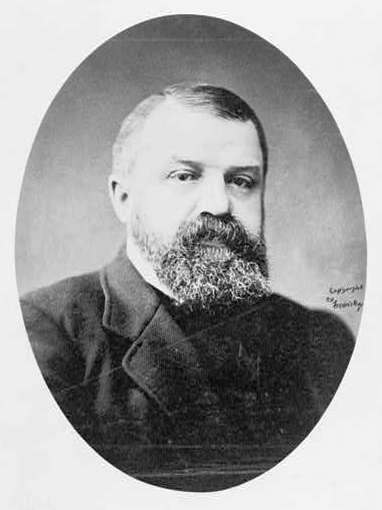
Dwight Lyman Moody.

Après ses études au Scotia Seminary, Mary McLeod envoie une lettre candidature auprès du Moody Bible Institute (en) établi à Chicago et fondé par Dwight L. Moody en septembre 1889. Cet institut a pour vocation de former des missionnaires pour prêcher les valeurs chrétiennes auprès des pauvres et ouvriers des grandes villes. La formation s'étale sur deux ans par l'apprentissage d'une exégèse biblique conservatrice et l'apprentissages des gospels. Mary McLeod obtient une bourse d'études et commence ses études en juillet 1894,,.
Si  Mary McLeod est la seule étudiante afro-américaine, elle ne s'est jamais ressentie rejetée par ses collègues, elle écrira que pour elle cette période fut un moment d'ouverture d'esprit, de stimulation intellectuelle.
Pendant son cursus, Mary McLeod fait ses stages pratiques à la Pacific Garden Mission (en) de Chicago, un abri pour les plus démunis. Chaque jeudi, elle fait partie d'un groupe d'étudiants qui se rendent à des postes de police pour convertir les prisonniers en leur chantant des hymnes et par la lecture de passages de la Bible. Elle est également affectée à la création d'écoles dans les régions rurales du Dakota, du Minnesota et du Wisconsin,.
Mary McLeod est également envoyée seule dans les quartiers les plus dangereux de Chicago pour y distribuer des tracts invitant « les âmes perdues » à se joindre aux offices dominicaux de l'institut.
Dans un contexte de montée d'un racisme pseudo-scientifique lié au darwinisme social, Mary McLeod grâce à ses rencontres avec de nombreux Afro-Américains, prend conscience que l'état de l'exclusion sociale des Noirs est lié aux carences de l'enseignement qui leur est dispensé, carences qui limitent leurs possibilités de développement.
Ayant obtenu son examen de fin d'études en 1895, Mary McLeod espère qu'elle pourra partir comme missionnaire en Afrique. Pour cela, elle se rend à New York pour faire sa demande de candidature auprès du siège de l'Agence missionnaire presbytérienne, celle-ci lui répond, à sa grande déception, qu'il n'y a aucun poste de missionnaire à destination de l'Afrique ouvert aux Afro-Américains,.

### Carrière d'enseignante

#### Les premiers pas

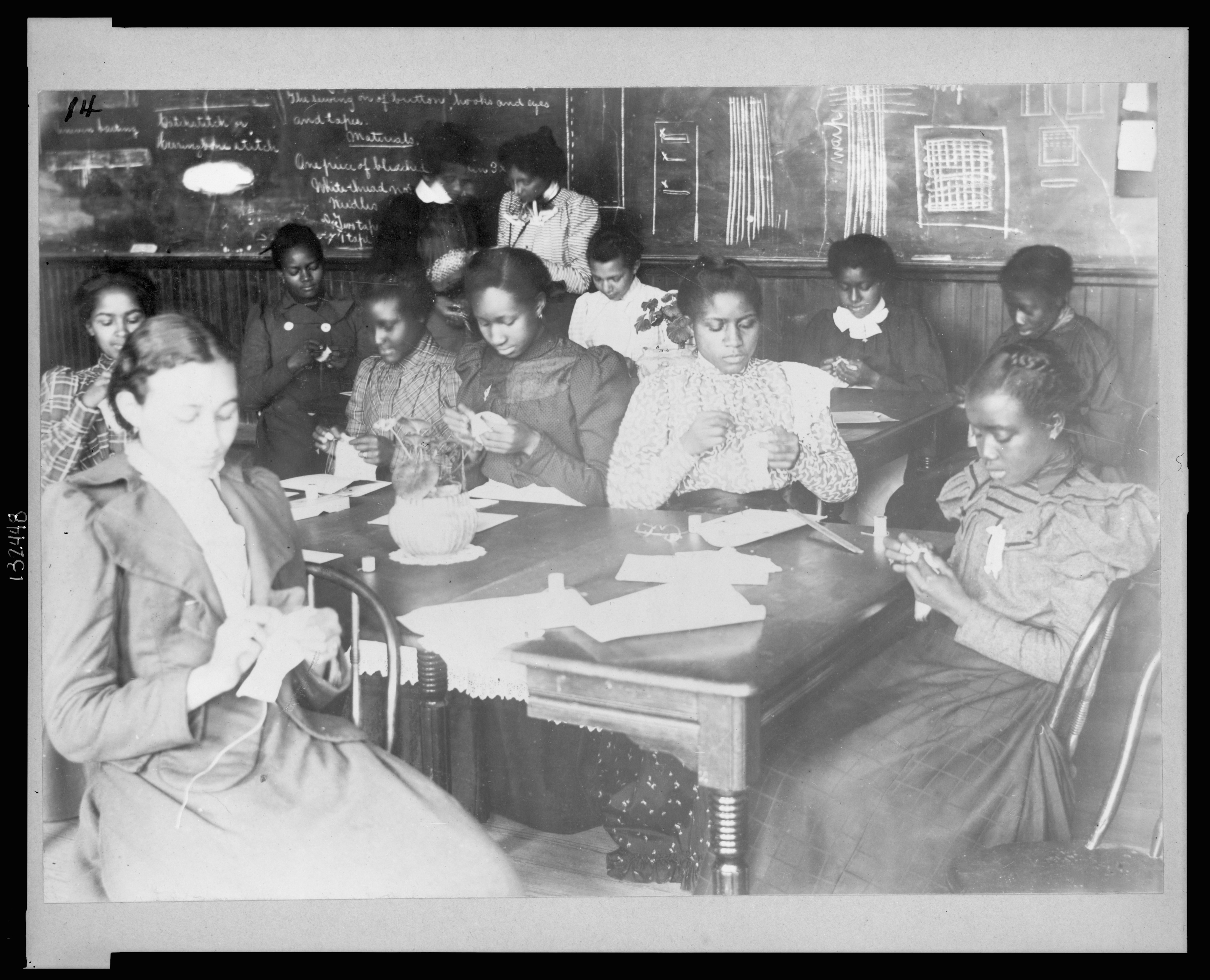
Salle de cours de couture du Haines Normal and Industrial Institute

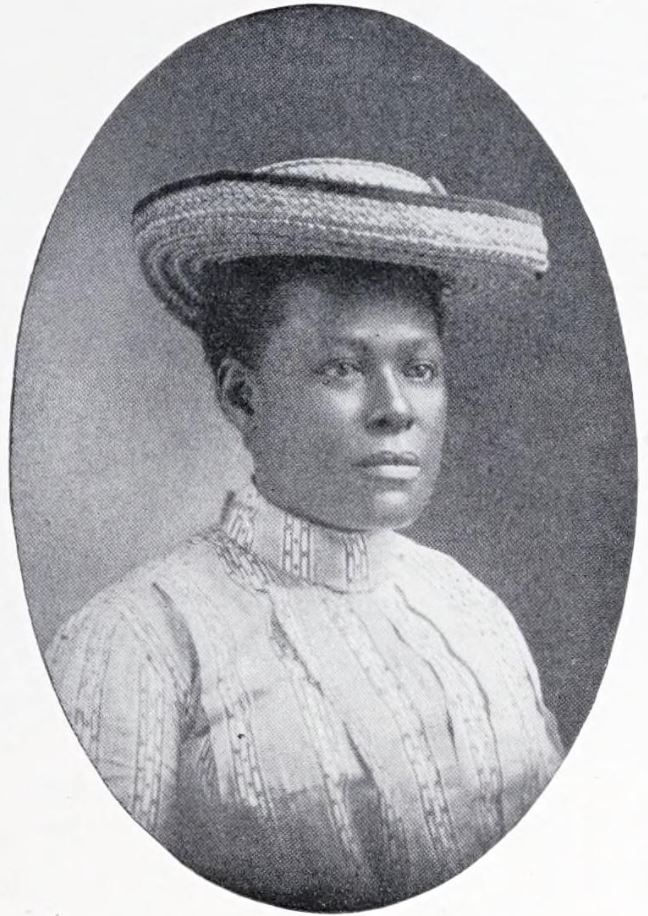
Lucy Craft Laney.

En 1895, Mary McLeod n'ayant pas obtenu une affection pour l'Afrique, retourne à Mayesville pour assister Emma Wilson à la « Trinity Presbyterian Mission School » devenu le « Mayesville Institut ». Elle y apprend comment fonder une école, comment obtenir des subventions auprès des instances gouvernementales ou auprès de philanthropes. Puis une année plus tard, en 1896, elle obtient un poste de professeure au « Haines Normal and Industrial Institute » d'Augusta dans l'État de la Géorgie. Cet Institut est fondée par Lucy Craft Laney (en) une Afro-Américaine diplômée la Clark Atlanta University (en),. Mary McLeod commence par donner des cours d'hygiène et de bienséance, selon les recommandations de Lucy Craft Laney qui pensait que c'est par leurs rôles d'épouses et de mères que les femmes afro-américaines pourront influencer le comportement de leurs époux et la moralité de leurs fils. Les établissements d'enseignement pour les jeunes femmes afro-américaines comme le Haines Normal and Industrial Institute, l'Atlanta Baptist Female Seminary (devenu le Spelman College (en), le Hartshorn Memorial College (en) adoptent cette ligne pédagogique,,.

#### L'influence de Lucy Craft Laney
Lucy Craft Laney, devient un modèle pour Mary McLeod en tant qu'enseignante, ses capacités à fonder des établissements et en tant que défenseure des femmes afro-américaines et ses engagements au sein de diverses organisations telles que la National Association of Colored Women's Clubs, la Southwestern Federation of Women's Club, la Georgia State Teachers Association, la Young Women's Christian Association, la commission interraciale de la ville d'Augusta.
C'est sous la supervision de Lucy Craft Laney, que Mary McLeod va élaborer, consolider ses convictions, sa philosophie pédagogique pour l'optimisation de la formation des élèves afro-américaines, notamment par la diversification des programmes adaptés aux attendus des métiers et aux compétences des étudiantes. elle renforce ses conviction par la lecture des publications de Booker T. Washington et celles concernant le Tuskegee Institute. C'est pendant ses années passées au Haines Normal and Industrial Institute que Mary McLeod murit son projet de fonder un établissement scolaire ouvert aux Afro-Américaines, établissement conforme aux principes pédagogiques de Lucy Craft Laney et de Booker T. Washington.

#### Ouvrir la formation des Afro-Américaines

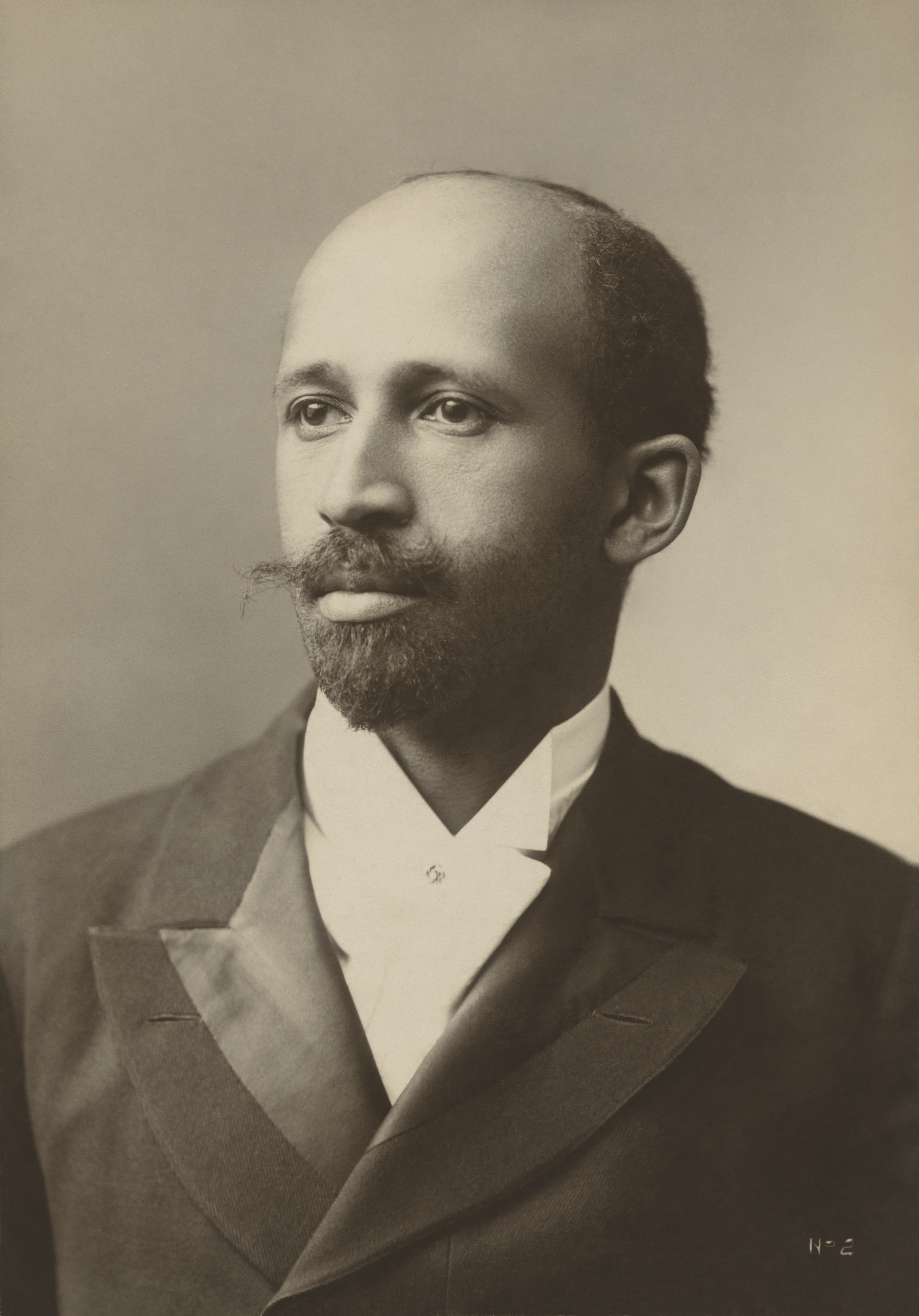
W.E.B. Du Bois.

Cela dit, si pour Mary McLeod la formation technique, professionnelle est indispensable, mais n'est pas suffisante. Elle insiste sur le fait qu'une formation culturelle serait un moyen de dialogue entre les communautés blanches et noires. Peu à peu, elle développe un projet de fondation d'un établissement qui forme à la fois des médecins, des scientifiques et aussi des leaders afro-américains ayant reçu une formation à la citoyenneté pour défendre les droits civiques des Afro-Américains, à partir du droit. Position partagée également par  W.E.B. Du Bois et autres réformateurs sociaux.  

#### Daytona Beach
Elle fonde une école pour jeunes filles noires à Daytona Beach, qui fusionne avec un institut pour garçons noirs et devient la Bethune Cookman School. Mary McLeod Bethune a travaillé très dur pour assurer le financement de son école, qu'elle utilise comme vitrine pour des touristes ou des donateurs, pour montrer ce que les afro-Américains éduqués sont capables d'accomplir. Elle est présidente de l'Université de 1923 jusqu'à 1942 et de 1946 jusqu'à 1947, l'une des rares femmes dans le monde qui a évolué en tant que présidente d'université à son époque,,.

### La personnalité politique
Mary McLeod Bethune est très active dans des clubs de femmes, et devient leader au niveau national. Elle milite pour l'élection de Franklin D. Roosevelt en 1932, et devient membre du Black Cabinet (en) (cabinet noir) du gouvernement, en partageant les préoccupations de la population afro-américaine avec l'administration Roosevelt, tout en diffusant le message des Afro-Américains, qui étaient traditionnellement des électeurs républicains. En 1935, elle fonde le National Council of Negro Women (en). En 1936, Mary McLeod Bethune est nommé à tête du Bureau des affaires des minorités au sein de la National Youth Administration,,,.

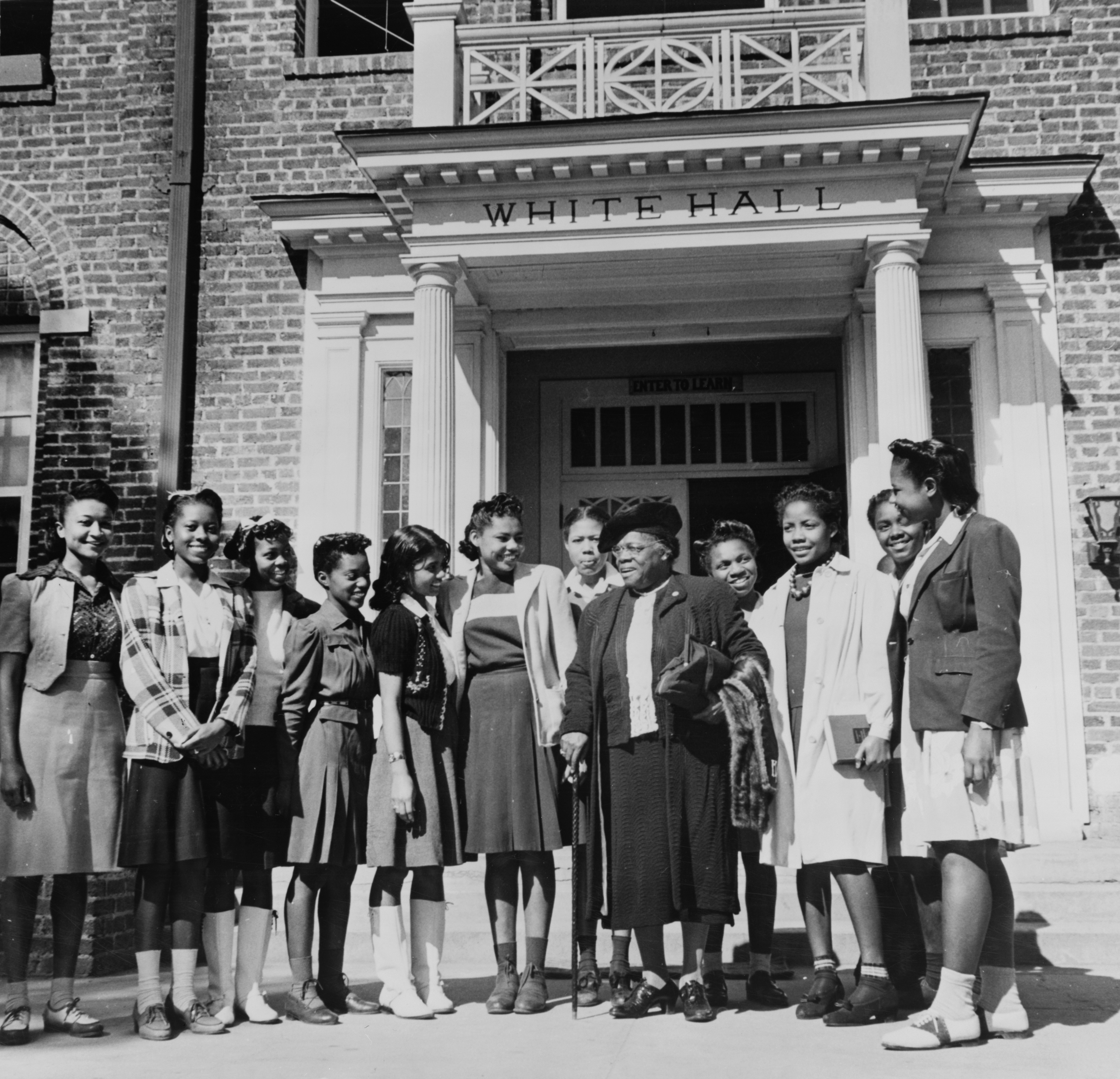
Mary McLeod Bethune en 1943 avec ses étudiants de l'université qui porte désormais son nom.

Mary McLeod Bethune a été vice présidente de la National Association for the Advancement of Colored People (NAACP) et de la National Urban League.

### La fin
Mary McLeod Bethune décède chez elle, des suites d'un infarctus du myocarde le 18 mai 1955,.
Après ses funérailles, elle est inhumée sur le campus de l'université Bethune-Cookman.

### Vie privée
En mai 1898, Mary McLeod épouse Albertus Bethune, en 1899, le couple donne naissance à un fils Albert McLeod Bethune. Albertus Bethune ne pouvant suivre le rythme des activités de sa femme Mary McLeod Bethune, le couple sépare en 1905. Albertus Bethune meurt en 1918,,.

### Divers
La maison de Mary McLeod Bethune à Daytona Beach est devenue un site national historique aux États-Unis, sa maison à Washington à Logan Circle est préservée par le service des parcs nationaux, et une sculpture d'elle est située au Lincoln Park, à Washington (district de Columbia).

## Articles
- « The Association for the Study of Negro Life and History: Its Contribution to Our Modern Life », The Journal of Negro History, vol. 20, no 4,‎ octobre 1935, p. 406-410 (5 pages) (lire en ligne ),
- « Clarifying Our Vision with the Facts », The Journal of Negro History, vol. 23, no 1,‎ janvier 1938, p. 10-15 (6 pages) (lire en ligne ),
- « Clarifying Our Vision with the Facts (suite) », Negro History Bulletin, vol. 1, no 5,‎ février 1938, p. 8-9 (2 pages) (lire en ligne ),
- « The Adaptation of the History of the Negro to the Capacity of the Child », The Journal of Negro History, vol. 24, no 1,‎ janvier 1939, p. 9-13 (5 pages) (lire en ligne ),
- « The Negro in Retrospect and Prospect », The Journal of Negro History, vol. 35, no 1,‎ janvier 1950, p. 9-19 (11 pages) (lire en ligne ),
- « True Leadership is Timeless », Negro History Bulletin, vol. 13, no 8,‎ mai 1950, p. 173 (1 page) (lire en ligne )
- « The Torch Is Ours », The Journal of Negro History, vol. 36, no 1,‎ janvier 1951, p. 9-11 (3 pages) (lire en ligne ),
- « The Sacrifices and Achievements of African-American Women », The Journal of Blacks in Higher Education, no 32,‎ été 2001 (posthume), p. 35 (1 page) (lire en ligne ),

## Hommages
- Cérémonie de réception au National Women's Hall of Fame en 1973[32].
- Sa vie a fait l'objet en 1959 d'une comédie musicale d'Alan Thornhill filmée avec Muriel Smith dans le rôle de Mary McLeod Bethune[33].
- L'artiste afro-américaine Faith Ringgold lui rend hommage dans son tableau The Sunflowers Quilting Bee at Arles[34].
- En mars 2018, la Floride entérine la décision de faire entrer  Mary McLeod Bethune, dans la salle des statues du Congrès à Washington. La statue est réalisée par Nilda Comas. Il s'agira de la première femme afro-américaine à entrer au Capitole[29].